# Agnen: A Journey Through the Dark
Agnen: A Journey Through the Dark är det andra fullängdsalbumet av det norska extreme metal-bandet Keep of Kalessin. Det spelades in i Brygga studio i hemstaden Trondheim och gavs ut i augusti 1999. 
Skivbolaget Avantgarde Music blandade ihop spåren så att det finns två olika versioner av låtordningen på albumet, men ingen av dem stämmer med det som anges på omslaget. Utöver originalutgåvan från 1999 har albumet getts ut på nytt av Music War III år 2002 och Peaceville Records 2007.

## Låtlista
1. "Dragonlord" – 5:42
2. "As Mist Lay Silent Beneath" –5:38
3. "I Deny" – 5:03
4. "Pain Humanised" – 4:31
5. "Orb of Man" – 5:49
6. "Dryland" – 5:17
7. "Towards I Roam" – 7:17
8. "Agnen" – 11:34

Text / Musik
- Text: Vyl, Musik: Obsidian C. / Vyl / Warach – spår 1
- Text: Gâsh, Musik: Obsidian C. / Vyl – spår 2, 4
- Text: Vyl, Musik: Obsidian C. / Vyl – spår 3
- Text: Vyl, Musik: Obsidian C. – spår 5
- Text: Gâsh, Musik: Obsidian C. – spår 6, 7, 8

## Bandmedlemmar
- Obsidian C. (Arnt Grønbech) – gitarr, keyboard
- Ghâsh (Magnus Hjertaas) – sång
- Warach (Øyvind A.Winther) – basgitarr
- Vyl (Vegar Larsen) – trummor